# 비딩톰
비딩톰(BiddingTOM)은 국가종합전자조달 나라장터의 입찰정보 빅데이터를 수집, 분석의 일부 자동화를 위해 인공지능(AI)이 결합된 솔루션이다.
사용자의 의사결정을 보조하기 위해 모니터링, 사용자 관심 기반 추천, 기관 및 기업 분석 등의 기능을 제공한다.

## 개발배경
나라장터의 어려운 UI로 인해 입찰공고에 대한 분석이 어려웠던 상황에서 개발사 더아이엠씨 내 입찰 담당자의 편의와 업무 효율 증진을 위해 개발되었다.
이후 대한민국 조달청의 입찰참여 기회확대 정책으로 나라장터를 이용하는 중소기업들의 수가 늘고 입찰 모니터링 및 분석에 관한 수요가 커지자 상용서비스로 전환되었다.

## 역사

### 1차 개발
2020년 9월
- 크롤러를 이용한 나라장터 입찰정보(용역) 수집 및 모니터링 기능 개발
- 사용자 관심 및 키워드 기반 입찰공고 추천 기능 개발
- 개찰공고 기반 자사, 기업, 수요기관 분석 기능 개발

### 2차 개발
2021년 4월
- 크롤러를 이용한 나라장터 입찰정보(건설, 물품) 수집
- 투찰구간 산정을 위한 시뮬레이션 기능 개발
- 시각화 개선 

## 특징

### 입찰정보 모니터링
3대 업무대상(건설, 물품, 일반용역 및 기술용역)에 대한 사전규격, 입찰공고, 개찰공고 및 추천공고를 쉽게 열람할 수 있다.
원하는 공고를 빠르게 확인할 수 있는 간소화된 검색 조건 기능을 제공한다.

### 경쟁업체 및 수요기관에 대한 개찰 분석
원하는 기간을 설정하여 기업의 최근 낙찰률, 낙찰 사업 분야, 기술평가점수, 낙찰된 공고 목록과 수요기관의 낙찰률, 수주된 기업 현황, 낙찰된 공고 목록을 확인할 수 있다.

### 투찰구간 자동 산정
입찰금액 입력을 위해 투찰율 계산이 필요한 경우, 원하는 수요기관의 지난 개찰공고를 토대로 가장 낙찰율이 높았던 구간을 확인할 수 있다.

### 자사 입찰 현황 관리
개찰공고 번호를 입력할 경우, 자동으로 관련 정보를 등록해 연도별 입찰 현황, 분기별 상세낙찰금액 비교, 분기별 입찰 현황 등을 시각화하여 확인할 수 있다.